# Kelly Stephens-Tysland
Kelly Stephens-Tysland (née le 4 juin 1983 à Seattle dans l'État de Washington aux États-Unis) est une joueuse américaine de hockey sur glace qui évoluait dans la sélection nationale féminine en tant qu'attaquante.
Elle a remporté une médaille de bronze olympique 2006 à Turin et plusieurs médailles lors des championnats du monde féminin .

## Biographie

### Carrière internationale
Avec l'équipe des États-Unis de hockey sur glace féminin, elle remporte le Championnat du monde 2005 et obtient la médaille de bronze olympique aux Jeux olympiques d'hiver de 2006 à Turin.

## Statistiques

### En club
| Saison    | Équipe                      | Ligue |    | Saison régulière | Saison régulière | Saison régulière | Saison régulière | Saison régulière |   | Séries éliminatoires | Séries éliminatoires | Séries éliminatoires | Séries éliminatoires | Séries éliminatoires |
| Saison    | Équipe                      | Ligue | PJ | B                | A                | Pts              | Pun              | PJ               | B | A                    | Pts                  | Pun                  |                      |                      |
| 2001-2002 | Golden Gophers du Minnesota | NCAA  | 38 | 23               | 22               | 45               | 62               |                  |   |                      |                      |                      |                      |                      |
| 2002-2003 | Golden Gophers du Minnesota | NCAA  | 34 | 19               | 15               | 34               | 68               |                  |   |                      |                      |                      |                      |                      |
| 2003-2004 | Golden Gophers du Minnesota | NCAA  | 36 | 22               | 42               | 64               | 52               |                  |   |                      |                      |                      |                      |                      |
| 2004-2005 | Golden Gophers du Minnesota | NCAA  | 40 | 33               | 43               | 76               | 60               |                  |   |                      |                      |                      |                      |                      |

### En équipe nationale
| Année | Équipe     | Compétition          |   | PJ | B | A | Pts | Pun | +/-                |  | Résultat |
| 2004  | États-Unis | Championnat du monde | 5 | 1  | 2 | 3 | 8   | +7  | Médaille d'argent  |  |          |
| 2005  | États-Unis | Championnat du monde | 5 | 3  | 4 | 7 | 16  | +7  | Médaille d'or      |  |          |
| 2006  | États-Unis | Jeux olympiques      | 5 | 2  | 2 | 4 | 12  | +3  | Médaille de bronze |  |          |